# Взрывы на самолётах (2004)
Взрывы на самолётах (2004) — крупные авиационные катастрофы в результате терактов, происшедшие во вторник 24 августа 2004 года в России. Практически одновременно (с интервалом в одну минуту) в воздухе взорвались два авиалайнера —  Ту-134А-3 авиакомпании «Волга-Авиаэкспресс» (рейс WLG1303 Москва—Волгоград) и Ту-154Б-2 авиакомпании «Сибирь» (рейс SBI1047 Москва—Сочи). Оба лайнера вылетели из московского аэропорта Домодедово и через 1 час и 19 минут после взлёта были взорваны террористками-смертницами. Рейс WLG1303 рухнул на землю около населённого пункта Бучалки (Тульская область), а рейс SBI1047 рухнул на землю в районе посёлка Глубокий (Ростовская область). Погибли 89 человек — 43 на борту рейса 1303 (35 пассажиров и 8 членов экипажа) и 46 на рейсе 1047 (38 пассажиров и 8 членов экипажа).
Президент России Владимир Путин объявил день 26 августа 2004 года днём национального траура в России.

## Рейс 1303

### Самолёт
Ту-134А-3 (регистрационный номер RA-65080, заводской 60065, серийный 42-07) был выпущен Харьковским государственным авиационным производственным предприятием (ХГАПП) 19 июля 1977 года. 13 октября того же года был передан авиакомпании «Аэрофлот» (МГА СССР, Северо-Кавказское УГА, Волгоградский ОАО (с 1987 года — Астраханский ОАО)). После «Аэрофлота» эксплуатировался авиакомпаниями «Астраханские авиалинии» (с марта 1993 года по май 2004 года) и «Когалымавиа» (c мая по август 2004 года). В начале августа 2004 года был куплен авиакомпанией «Волга-Авиаэкспресс». Оснащён двумя двухконтурными турбореактивными двигателями Д-30-III производства Пермского моторного завода.

### Экипаж

Юрий Михайлович Коробкин, бортмеханик рейса 1303

Рейсом WLG1303 управлял опытный экипаж, состав которого был следующим:
- Командир воздушного судна (КВС) — 44-летний Юрий Константинович Баичкин (кроме того, он был генеральным директором ООО «Волгоград-Авиаэкспресс» и авиакомпании «Волга-Авиаэкспресс»).
- Второй пилот — 37-летний Борис Борисович Архипов.
- Сменный КВС — 39-летний Владимир Николаевич Дужак.
- Штурман — 50-летний Николай Николаевич Доценко.
- Бортмеханик — 40-летний Юрий Михайлович Коробкин.
- Проверяющий — Валерий Викторович Тришкин.

В салоне самолёта работали три бортпроводницы:
- Екатерина Фёдоровна Салтыкова, 41 год.
- Светлана Николаевна Головина, 32 года.
- Оксана Валерьевна Бобровских, 34 года.

### Катастрофа
Рейс WLG1303 вылетел из Москвы в 22:30 MSK и взял курс на Волгоград. На его борту находились 8 членов экипажа и 35 пассажиров.
В 22:54, когда самолёт пролетал над Тульской областью, в его хвостовой части произошёл сильный взрыв. Разорванный на две части лайнер рухнул на землю с высоты 9500 метров. Обломки самолёта были обнаружены в 2 километрах севернее населённого пункта Бучалки Кимовского района Тульской области, хвостовая часть лайнера лежала в 700 метрах от носовой части и крыльев. Все 43 человека на его борту погибли.
Взрыв в самолёте устроила 30-летняя террористка-смертница Аминат Нагаева. Родная сестра Аминат — Роза Нагаева — была убита через несколько дней во время штурма захваченной террористами школы в Беслане.

## Рейс 1047

### Самолёт
Ту-154Б-2 (регистрационный номер RA-85556, заводской 82А556, серийный 0556) был выпущен Куйбышевским авиационным заводом (КуАЗ) 22 сентября 1982 года. 6 октября того же года был передан авиакомпании «Аэрофлот» (МГА СССР, Латвийское УГА, 1-й Рижский ОАО (Скулте)). После «Аэрофлота» эксплуатировался авиакомпанией Latavio (с 21 декабря 1992 года по 15 февраля 1996 года, борт YL-LAD) и Барнаульским АП (с 15 февраля 1996 года по июнь 2001 года). В начале июня 2001 года был куплен авиакомпанией «Сибирь». Оснащён тремя двухконтурными турбовентиляторными двигателями НК-8-2У производства Казанского моторостроительного производственного объединения (КМПО). На день теракта/катастрофы налетал 30 751 час.

### Экипаж
Рейсом SBI1047 управлял очень опытный экипаж, состав которого был следующим:
- Командир воздушного судна (КВС) — 48-летний Михаил Леонидович Гурьев. Пилот 1-го класса. Налетал 5732 часа, 3505 из них на Ту-154 (все в должности КВС).
- Второй пилот — 34-летний Юрий Викторович Андрущенко. Пилот 2-го класса, до 2004 года работал в авиакомпании «Башкирские авиалинии (БАЛ)». Налетал свыше 3800 часов, свыше 3320 из них на Ту-154.
- Штурман — 40-летний Степан Александрович Король. До 2002 года работал в авиакомпании «Внуковские авиалинии». Налетал 9165 часов, 2497 из них на Ту-154.
- Бортинженер — 38-летний Андрей Владимирович Ермолаев. До 2002 года работал в авиакомпании «Внуковские авиалинии». Налетал свыше 3260 часов, все на Ту-154.

В салоне самолёта работали четверо бортпроводников:
- Ольга Сергеевна Быковская, 41 год — старший бортпроводник.
- Сергей Владимирович Иванов, 38 лет.
- Яна Геннадиевна Тарсукова, 30 лет.
- Марина Петровна Худеева, 25 лет.

### Катастрофа
Рейс SBI1047 вылетел из Москвы в 21:35 MSK и взял курс на Сочи. На его борту находились 8 членов экипажа и 38 пассажиров.
В 22:53, во время полёта над Ростовской областью, в хвостовой части рейса 1047 произошёл сильный взрыв. В борту лайнера образовалась дыра, были перебиты приводы и проводки управления, хвостовая часть оторвалась, самолёт потерял управление и начал падать. В 22:55 MSK неуправляемый лайнер рухнул на землю в районе посёлка Глубокий Каменского района Ростовской области и полностью разрушился. Некоторые обломки самолёта упали на жилые дома посёлка, но на земле никто не пострадал. Все 46 человек на его борту погибли.
6 пассажиров зарегистрировались на рейс 1047 перед посадкой, однако на борт они не попали. Багаж опоздавших пассажиров был снят. Выяснением обстоятельств опоздания пассажиров занималась государственная комиссия.
Взрыв в самолёте устроила вторая террористка-смертница — 37-летняя Сацита Джебирханова.

## Расследование
Ещё до вылета взорванных самолётов капитан милиции Михаил Артамонов задержал Нагаеву и Джебирханову в аэропорту Домодедово для проверки документов, но обыску их не подвергал. Смертницы на тот момент были одеты легко и, судя по всему, ещё были без взрывных устройств. B течение последующего часа они сели на свои рейсы. После терактов Артамонова обвинили в преступной халатности. В мае-июне 2005 года над ним состоялся суд; 30 июня 2005 года Домодедовский городской суд приговорил Михаила Артамонова к 7 годам лишения свободы.
После того как террористки были отпущены Артамоновым, спекулянт Армен Арутюнян продал им билеты без предъявления паспортов. Нагаева приобрела билет на рейс WLG1303 за $ 170, а Джебирханова дала взятку в размере 2000 рублей Арутюняну за помощь в покупке билета. 1000 рублей было передано Арутюняном представителю авиакомпании «Сибирь» Николаю Коренкову за переоформление билета на более ранний рейс. Арутюнян и Коренков были приговорены к 1,5 годам колонии.
Затем Нагаева и Джебирханова благополучно прошли предполётный контроль и попали на борт самолётов.

## Ответственность за теракты
Сразу после терактов ответственность за них взяла террористическая организация «Бригады Исламбули». Но чеченский террорист Шамиль Басаев заявил, что теракты подготовил он. 17 сентября 2004 года он опубликовал на веб-сайте чеченских сепаратистов «Кавказ-центр» заявление, в котором утверждал, что теракты обошлись ему в $4000.
В интервью Андрею Бабицкому Басаев утверждал, что отправленные им террористы не взрывали самолёты, а только захватили их.

## Ущерб и страховые выплаты
Особенностью признания этих катастроф страховыми случаями и урегулирования этих страховых случаев стало то, что они были вызваны терактами, которые являются исключением для большинства договоров страхования.
Выплаты по страхованию каско воздушных судов не производилось ни по одному из самолётов. Компенсации жертвам производились как страховыми компаниями, так и авиакомпаниями «Сибирь» и «Волга-Авиаэкспресс», а также федеральным и региональными бюджетами.
Пассажиры рейса 1047 были застрахованы согласно требованиям Воздушного кодекса РФ (страхование ответственности авиаперевозчика — 100 000 рублей) и указу президента об обязательном страховании пассажиров (страхование от несчастных случаев — 12 000 рублей). Страхование производила страховая компания «Афес», которая заявила о безусловной выплате страхового возмещения родственникам всех погибших.
Авиакомпания «Сибирь» выплатила по 50 000 рублей за каждого погибшего пассажира рейса 1047.
8 членов экипажа рейса 1303 были застрахованы в «Военно-страховой компании», сумма страховых выплат составила 1 200 000 рублей. 22 пассажира того же рейса были застрахованы в страховой компании «Наста» (Волгоградский филиал), общая сумма выплат составила около 400 000 рублей.
В то же время суммы исков о выплате компенсации по отдельным погибшим при взрыве рейса 1047 достигали 76 600 000 рублей.

### Комментарии
1. В период эксплуатации в авиакомпании «Когалымавиа»
2. ↑  В период эксплуатации в авиакомпании «Когалымавиа»